# Majora Carter
Pour les articles homonymes, voir Carter.
Majora Carter (née le 27 octobre 1966) est une spécialiste américaine en stratégie de revitalisation urbaine, et animatrice de radio publique dans le sud du Bronx à New York. Carter a fondé et dirigé la société à but non lucratif Sustainable South Bronx à partir de 2001, avant d'entrer dans le secteur privé en 2008.